# Hrîstoforivka, Nikopol
Hrîstoforivka (în ucraineană Христофорівка) este un sat în comuna Loșkarivka din raionul Nikopol, regiunea Dnipropetrovsk, Ucraina.

## Demografie
Componența lingvistică a localității Hrîstoforivka
     Ucraineană (97,2%)
     Rusă (2,8%)
Conform recensământului din 2001, majoritatea populației localității Hrîstoforivka era vorbitoare de ucraineană (97,2%), existând în minoritate și vorbitori de rusă (2,8%).